# Syenit

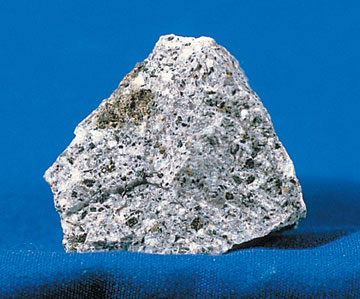
Syenit

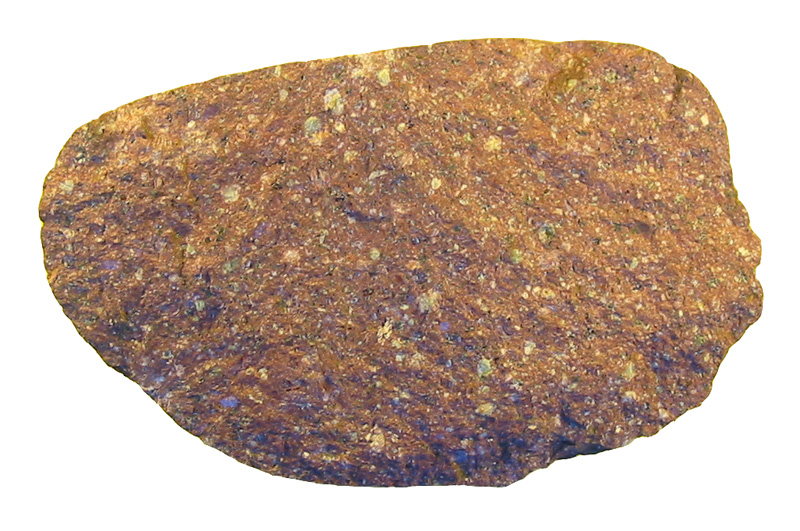
Leukokratisk variant, nefelin-syenit från Sverige (Särnait)

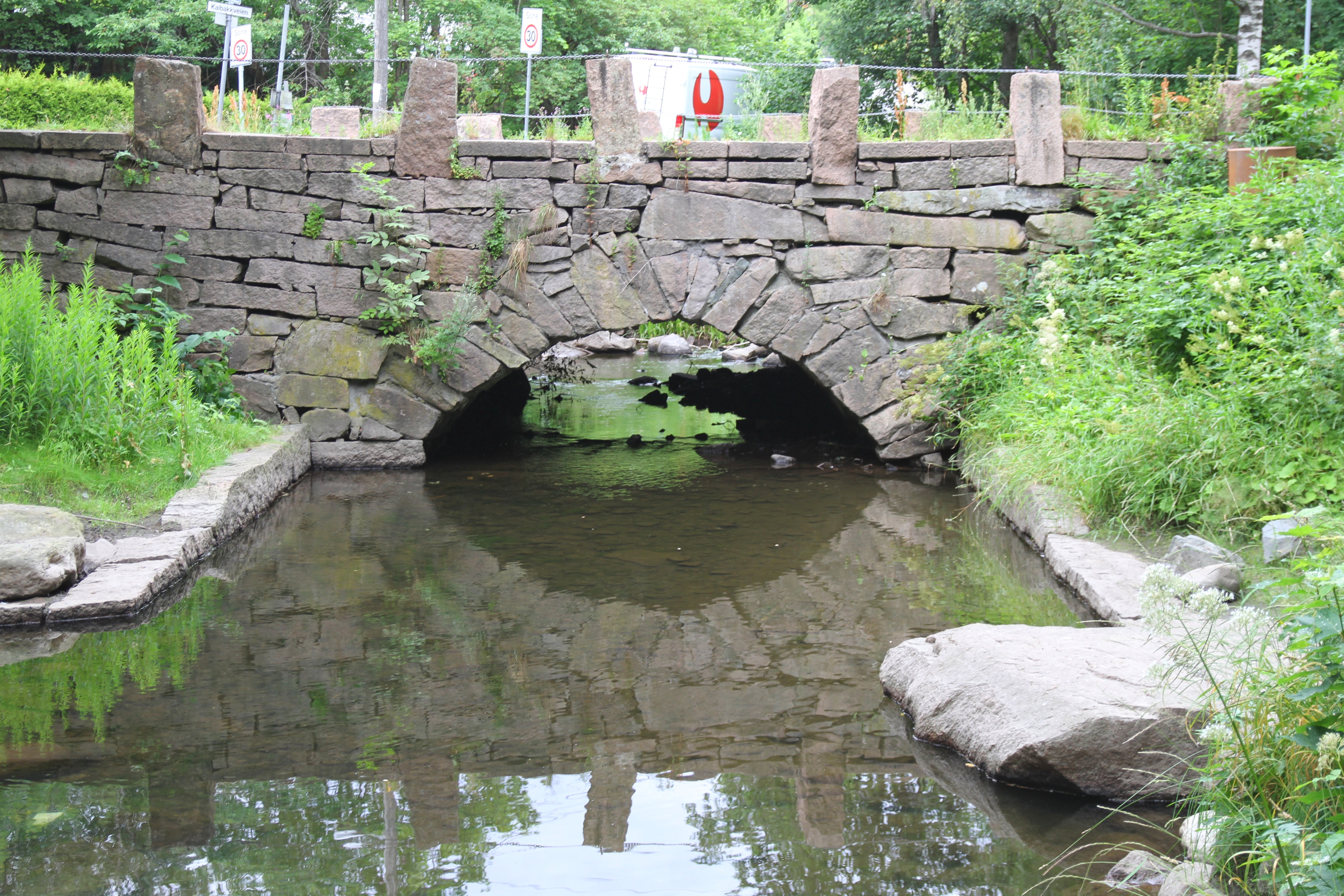
Kalbakksbruen över Alnaelva i Norge, från omkring 1790

Syenit är en kristallinisk bergart vars huvudsakliga beståndsdelar är ortoklas (fältspat) och hornblände. Namnet kommer från den egyptiska gränsstaden Syene (nuvarande Assuan) där brytning ägde rum redan under antiken.

## Egenskaper
Syenit har inte sällan inslag av mindre mängder av kvarts, oligoklas (en annan fältspat) och glimmer. I en del syeniter är hornbländet ersatt med augit (augitsyenit). 
Både med hänsyn till sin inre byggnad och till förekomstsättet liknar syeniten granit. Det förekommer dessutom övergångsformer mellan dessa två bergarter. Syeniter är dock ofta grovkorniga.

## Förekomst
Syenitens utbredning är avsevärt mycket mindre än granitens. Den finns på flera platser i de sydtyska och österrikiska bergen. I Sverige är bergarten rätt sällsynt, men i Sydnorge är den ganska vanlig.
Röd kvartsförande syenit, som förekommer i stora områden norr om Oslo, brytes i ett flertal stenbrott. Bergarten, som ofta betecknas som granit, består huvudsakligen av röd fältspat, men det förekommer även en vitaktig oligoklas, en del hornblände och något kvarts.
Bland andra områden med förekomst av syenit kan nämnas Schweiz, Rumänien, Malawi och USA.

## Användning
I Norge används bergarten huvudsakligen lokalt inom byggnadsverksamhet, men även export förekommer.
Vackrast anses vara de grå varianterna med färgspelande fältspat (anortoklas), som är särskilt vackra i polerat tillstånd. Då syenit är lätt att polera används den som byggnadssten både för grövre och finare arbeten.